# 묘도대교
묘도대교(猫島大橋)는 여수시 월내동 국가산업단지와 여수시 묘도동 사이 묘도수도해역을 잇는 사장교이다. 길이는 1,410m이다.
GS건설에서 1,968억원을 투입해 2007년 말에 착공하여 2012년 5월 10일에 임시 개통했다가 같은해 9월 20일에 이순신대교보다 먼저 개통했다. 2013년에 이순신대교와 같이 개통했다. 다리 명칭은 여수대교, 이순신2대교 등으로 불리다가 2014년 4월 3일에 국가지명위원회에서 이 다리의 이름을 "묘도대교"로 정했다.

## 같이 보기
- 이순신대교